# Saara (rzeka)
Saara (fr. Sarre, niem. Saar) – rzeka we Francji i Niemczech. Długość – 246 km, powierzchnia zlewni – 7,3 tys. km². Prawy dopływ Mozeli.
Źródła Saary znajdują się w Alzacji w północnych Wogezach. Płynie przez wschodnią Lotaryngię, w środkowym biegu meandruje poprzez Zagłębie Saary. Koło Konz wpada do Mozeli.
Jest połączona Kanałem Węglowym Saary o długości 63 km z Kanałem Marna-Ren. Rzeka ta jest żeglowna od miasta Sarreguemines. Na odcinku od Saarbrücken do ujścia rzeka jest żeglowna dla barek o długości do 190 m i intensywnie wykorzystywana do transportu, a powyżej Saarbrücken rzeka i Kanał Węglowy Saary są żeglowne tylko dla małych jednostek z uwagi na wielkość śluz i wykorzystywane prawie wyłącznie do ruchu turystycznego.
Nad Saarą w Völklingen znajduje się wpisana w 1994 roku na listę światowego dziedzictwa kulturalnego UNESCO dobrze zachowana huta żelaza z przełomu XIX i XX w. W rejonie miejscowości Mettlach rzeka tworzy malownicze meandry między górami, rejon ten jest w związku z tym atrakcyjny turystycznie, a rzeka wykorzystywana jako wodny szlak krajobrazowy, którego nie zniekształciły również kilkunastometrowe zapory wodne ze śluzami w Mettlach i Serrig. Począwszy od rejonu Serrig do ujścia w dolinie rzeki znajdują się liczne winnice: najważniejszym ośrodkiem winiarskim jest tu Saarburg, a wina zaliczane są do grupy win mozelskich.

## Główne dopływy
- Nied
- Blies
- Prims

## Miasta nad Saarą
- Saarburg
- Saarbrücken
- Sarralbe
- Sarreguemines
- Völklingen
- Dillingen
- Merzig
- Konz